# Celina, Tennessee
Celina är administrativ huvudort i Clay County i Tennessee. Vid 2020 års folkräkning hade Celina 1 422 invånare.